# M2A2 Terra-Star
M2A2 Terra-Star — опытное американское самодвижущееся орудие 1970-х годов, созданное на базе серийной гаубицы M101A1. На вооружение принято не было и серийно не производилось.

## История создания
Опытное самодвижущееся орудие M2A2 Terra-Star было создано в конце 1960-х годов совместными усилиями Рок-Айлендского арсенала и Lockheed Aircraft Service Соmpany в рамках работ по улучшению мобильности буксируемой артиллерии. Испытания орудия проводились с 1969 по 1977 год, после чего проект был закрыт.

## Описание конструкции
Машина представляет собой серийную буксируемую 105-мм гаубицу M101 модификации A1, лафет которой оснащён новой ходовой частью повышенной проходимости и агрегатами для самодвижения (силовой установкой, трансмиссией, системой управления). Управление в движении осуществляется водителем, располагающимся открыто на задней части лафета слева, лицом вперёд.

### Ходовая часть
Ходовая машина состояла из двух ведущих движителей высокой проходимости «Террастар» (каждый из которых состоит из трёх небольших пневматических катков низкого давления с шестерённым приводом, каждый из которых располагается на концах одного из трёх радиальных кронштейнов, в свою очередь вращающихся на центральной оси) и одного расположенного сзади управляемого катка, аналогичного используемым на движителях.

## Сохранившиеся экземпляры

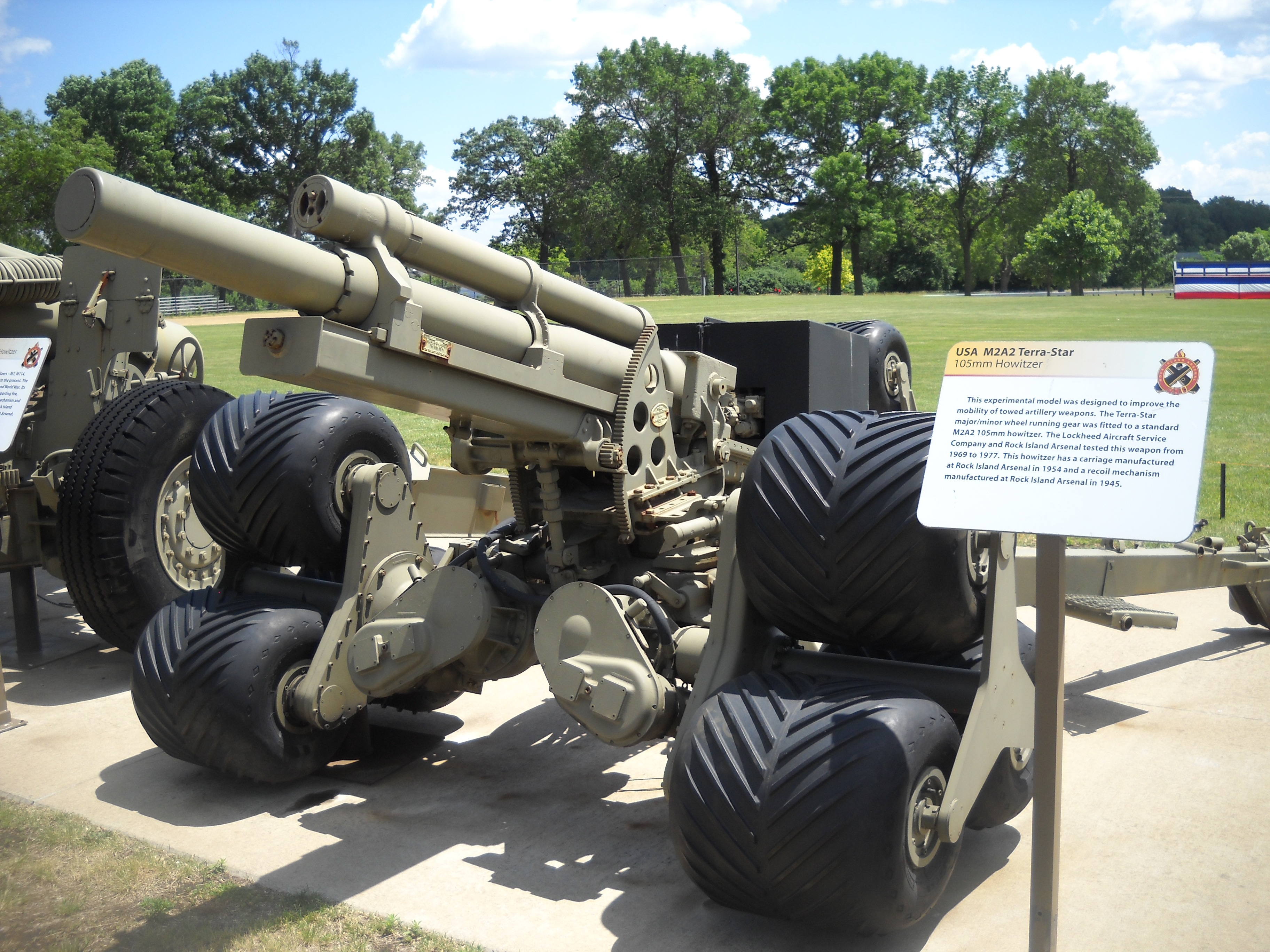
В музее

Единственный сохранившийся экземпляр орудия в настоящее время находится на открытой экспозиции Музея Рок-Айлендского арсенала.

### Сноски
1. ↑  Согласно визуальным показателям фотографий машины.